# Liste der Wegekreuze und Bildstöcke in Aachen-Brand
Die Liste der Wegekreuze und Bildstöcke in Aachen-Brand listet die Flur- und Wegekreuze sowie die Bildstöcke mit ihrer jeweiligen persönlichen Geschichte – soweit bekannt – im Stadtbezirk Aachen-Brand ohne Anspruch auf Vollständigkeit auf.
| Standort                                                                   | Datierung | Beschreibung/Inschrift | Bild           |
| -------------------------------------------------------------------------- | --------- | --- | -------------- |
| Bierstrauch, Ecke Rindsbergweg, Ortsteil Niederforstbach (Lage)            | unbekannt | Pilger- und Jakobsweg nach Kornelimünster; Rautenförmiges Holzkreuz auf hohem Pfosten mit Giebeldach und Rückwand; kleiner Korpus |                |
| Donatusplatz, Ecke Hochstraße (Lage)                                       | unbekannt | Großes Steinkreuz auf hohem Sockel, kleiner Korpus, keine Inschrift |                |
| Donatusplatz (Lage)                                                        | unbekannt | Kleines Holzkreuz mit Giebeldach und geschwungener Rückwand, großer Korpus, |                |
| Dr. Bernhard-Klein-Straße (Lage)                                           | 1995      | Schmiedeeisernes modernes Wegekreuz als Ersatz für das ehemalige Kreuz „Bilderstock“, Künstler: Manfred Bredohl |                |
| Eilendorfer Straße, Ortsteil Freund (Lage)                                 | unbekannt | Holzkreuz mit hellem Korpus und Giebeldach |                |
| Eschenallee (Lage)                                                         | unbekannt | Großkreuz auf dem Gelände des ehemaligen Brander Friedhofs. Inschrift: „O Ceus ave, spes unica“ — „Wachet, denn ihr wißt nicht, in welcher Stunde euer Herr kommen wird“, Math. 24.42 |                |
| Freunder Landstraße, Ecke Eilendorfer Straße, Ortsteil Freund (Lage)       | um 1900   | Hochkreuz betreut durch die Freunder Maijungend, 1981 instand gesetzt. Gliederkreuz aus belgischem Granit auf hohem Unterbau, die Kanten der Kreuzbalken gefasst, die Enden pyramidenförmig zulaufend; Kreuzschaft mit polygonalem Fuß über Kuppelförmigem Anlauf, auf der Frontseite Konsole für Ewiges Licht. Darunter umlaufendes Gesims und hohes Postament mit profilierter Segmentrahmung, in den Segmentfeldern auf allen vier Seiten Inschriften. Das Postament auf zweistufiger Sockelplatte. Am Kreuz grisaille-artig gefasster Metallkruzifix, darüber „INRI“-Titulus auf Metall-Tafel. Um das Kreuz herum reich gestaltete schmiedeeiserne Einfriedung auf niedrigem Blausteinsockel; über Eck nach Südwesten hin Zugang als zweiflügelig zu öffnendes Gitterelement mit Emblemen „IHS“ sowie brennendes Herz vor überkreuztem Anker und Kreuz. Das Kreuz flankiert durch zwei polygonale, verglaste Laternen für Kerzen auf hohen, verzierten schmiedeeisernen Ständern. |                |
| Goertzbrunnenstraße Ortsteil Freund (Lage)                                 | 2021      | Helles hölzernes Wegekreuz mit schieferbedecktem Giebeldach und dunklem Korpus am Grillplatz beim Goertzbrunnen. Inschrift Plakette vorn: „Floriankreuz des Vereins zur Förderung des Feuerwehrwesens Aachen-Brand. Dieses Kreuz wurde eingeweiht im Oktober 2021 zum Gedenken an die Toten der Corona-Pandemie aus Aachen-Brand und die Opfer der Flutkatastrophe Juni 2021.“, Plakette seitlich: „Die Errichtung des Kreuzes finanzierten St. Donatus-Stiftung, Bürgerverein Aachen-Brand, Private Spender.“ Wegen eines Vandalismusvorfalls im Jahr 2022 zeitweise ohne Arme. |                |
| Hubert-Hannott-Platz (Lage)                                                | unbekannt | Verziertes Holzkreuz mit großem Korpus und geschwungener metallener Rückenwand. Inschrift: „INRI“ |                |
| Indeweg, im NSG Indetal (Lage)                                             | unbekannt | Hohes Holzkreuz mit großem Korpus |                |
| Krauthausener Straße 18, Ortsteil Krauthausen (Lage)                       | unbekannt | Schmales Holzkreuz an der Hauswand mit gelblichen Korpus auf kleinem Sockel |                |
| Marktplatz (Lage)                                                          | 1865      | Ehemaliges Grabsteinkreuz für den Brander Pfarrer Johann Peter Hamacher (1795–1865) für 44-jähriges Wirken an der Pfarre St. Donatus, gewidmet von den Pfarrkindern, um 1932 an heutigen Standort transloziert und mit neuem Korpus versehen. Steinernes Hochkreuz in Form eines Gliederkreuzes in Sandstein, Stamm und Balken mit achteckigem Querschnitt, mit Akanthusblatt verzierte Enden mit stumpfer Spitze; Vierpass zu den Füßen, den Händen und dem Haupt des Korpus; Inschriftentafel ebenfalls vierpassförmig. Blausteinsockel mit vortretendem Mittelteil, darin Dreipass mit Kelchrelief; Konsole und zwei Podeste für Standbilder. | weitere Bilder |
| Münsterstraße, Ecke Pützgasse (Lage)                                       | unbekannt | Kleines Marienbildnis auf Holz mit einem geschwungenen „M“ |                |
| Münsterstraße 107, Ortsteil Niederforstbach (Lage)                         | 1906      | Hohes Blausteinkreuz auf hohem gestuften und teilweise geschwungenem verziertem Sockel in Backsteineinfriedung. Zwischensockel mit Spiegel und Gesims. Kreuz endend in Dreipässen. Inschrift derzeit nicht leserlich |                |
| Niederforstbacher Straße, am Kreisverkehr, Ortsteil Niederforstbach (Lage) | 1908      | Stationskreuz in Form eines Gliederkreuzes in belgischem Granit, hoher Sockel mit angestuftem Fuß und vielfältig profiliertem Abschlussgesims über umlaufendem Mäanderfries; im Mittelteil des Postaments verziertes Kreuzrelief, größtenteils von einer Inschriftentafel aus poliertem, schwedischen Granit verdeckt; darunter halbrunde Konsole mit Laterne für ewiges Licht. Korpus aus Kupferblech um Eisenkern, darüber Inschriftentafel. Sockel-Inschrift: „Heiliges Kreuz, unsere einzige Hoffnung sei gegrüßt. Mein Jesus Barmherzigkeit 1908“ |                |
| Ringstraße 3 (Lage)                                                        | unbekannt | Holzkreuz mit großem Korpus, Giebeldach und Rückwand auf sandsteinfarbenem Sockel |                |
| Ringstraße 169 (Lage)                                                      | unbekannt | Holzkreuz mit kleinem Korpus |                |
| Rollefer Berg, Ecke Vennblick (Lage)                                       | unbekannt | Holzkreuz mit kleinem Korpus und Giebeldach |                |
| Schrouffstraße, Ortsteil Freund (Lage)                                     | unbekannt | Holzkreuz mit Giebeldach und kleinem Korpus |                |
| Trierer Straße 805 (Lage)                                                  | unbekannt | Neugotisches, dreiteiliges Stationskreuz. Der hochrechteckige Sockel hat ein vertieftes Schriftfeld und schließt mit einer Wasserschrägen ab. Darauf ein zurückversetzter, hochrechteckiger Aufsatz mit spitzbogiger Konche und Sakramentskonsole, die mit Akanthusblättern verziert ist. Über einer vorstehenden Wasserschräge steht das Kreuz mit Nasen an Kreuzstamm und -balken und Diamantschnitt an den Kreuzenden. Korpus in Viernagelform und mit Inschrifttafel. Inschrift: „Dieses Zeichen des Kreuzes wird am Himmel sein, wenn der Herr zum Gerichte kommen wird.“ Denkmalschutz |                |
| Trierer Straße 930 (Lage)                                                  | 2016      | Metallenes Unfallkreuz für die Opfer eines Verkehrsunfalls mit fünf Toten |                |
| Zehntstraße 1, Ortsteil Krauthausen (Lage)                                 | unbekannt | Holzkreuz mit silbernem Korpus |                |
| Zehntstraße, Ortsteil Krauthausen (Lage)                                   | 1909      | Steinkreuz auf hohem Sockel, mit Korpus und schmiedeeisernen Umfriedung. Inschrift Vorderseite: „O hl. Kreuz, O unsere Hoffnung, sei gegrüßt“. Inschrift linke Seite: „Mein Jesus Barmherzigkeit“. | weitere Bilder |